# Lý Thế Minh
Lý Thế Minh (tiếng Trung: 李世明; sinh tháng 12 năm 1948) là Thượng tướng Quân Giải phóng Nhân dân Trung Quốc (PLA). Ông từng giữ chức vụ Ủy viên Ban Chấp hành Trung ương Đảng Cộng sản Trung Quốc khóa XVII và Tư lệnh Quân khu Thành Đô.

## Tiểu sử
Lý Thế Minh sinh tháng 12 năm 1948, người trấn Vĩnh Minh, huyện Tam Đài, tỉnh Tứ Xuyên. Tháng 4 năm 1968, ông gia nhập Quân Giải phóng Nhân dân Trung Quốc là chiến sĩ, Tiểu đội trưởng thuộc Đại đội trinh sát Sư đoàn 187, Quân đoàn 63 Lục quân. Tháng 12 năm 1968, ông gia nhập Đảng Cộng sản Trung Quốc. Tháng 4 năm 1970, ông làm Trung đội trưởng thuộc Đại đội trinh sát Sư đoàn 187. Tháng 2 năm 1971, ông giữ chức Tham mưu Khoa trinh sát Bộ tư lệnh Sư đoàn 187, Tham mưu Khoa tác chiến huấn luyện. Tháng 10 năm 1972, ông được bổ nhiệm làm Tham mưu Ban tác chiến huấn luyện Quân đoàn 63 Lục quân.
Tháng 1 năm 1981, ông làm Phó trưởng ban, Trưởng ban tác chiến huấn luyện Bộ tư lệnh Quân đoàn 63 Lục quân. Tháng 9 năm 1990, Lý Thế Minh được bổ nhiệm giữ chức Tham mưu trưởng Sư đoàn 188, Tập đoàn quân 63. Tháng 6 năm 1993, ông nhậm chức Sư đoàn trưởng Sư đoàn 189. Từ tháng 4 năm 1994, ông kinh qua các chức vụ Tham mưu trưởng Tập đoàn quân 24, Tư lệnh Tập đoàn quân 24, Phó Tham mưu trưởng Quân khu Bắc Kinh, Tham mưu trưởng và Phó Tư lệnh Quân khu Thẩm Dương.
Năm 2005, ông được thăng quân hàm Trung tướng. Tháng 12 năm 2006, Lý Thế Minh được bổ nhiệm làm Phó Tư lệnh Quân khu Thành Đô. Tháng 9 năm 2007, ông được bổ nhiệm giữ chức vụ Tư lệnh Quân khu Thành Đô. Tháng 10 năm 2007, tại Đại hội Đảng Cộng sản Trung Quốc lần thứ 17, Lý Thế Minh được bầu làm Ủy viên Ban Chấp hành Trung ương Đảng Cộng sản Trung Quốc khóa XVII.
Ngày 19 tháng 7 năm 2010, ông được phong quân hàm Thượng tướng, hàm cao nhất trong Quân Giải phóng Nhân dân Trung Quốc (PLA). Tháng 7 năm 2013, Lý Thế Minh nghỉ hưu, kế nhiệm ông là Trung tướng Lý Tác Thành, Phó Tư lệnh Quân khu Thành Đô.